# Orthonecroscia speciosa
Orthonecroscia speciosa är en insektsart som beskrevs av Günther 1943. Orthonecroscia speciosa ingår i släktet Orthonecroscia och familjen Diapheromeridae. Inga underarter finns listade i Catalogue of Life.